# 釣耕園

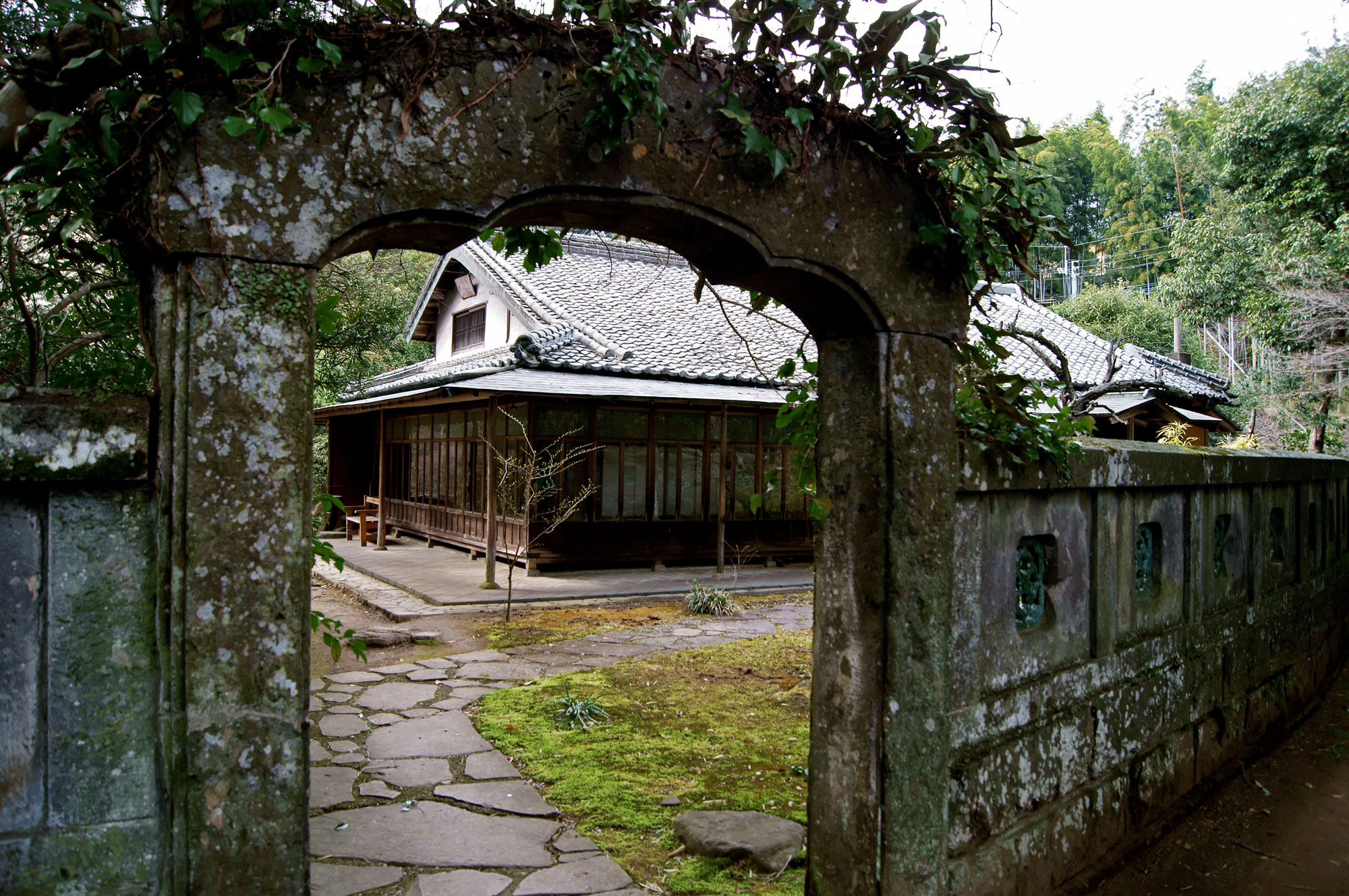
門

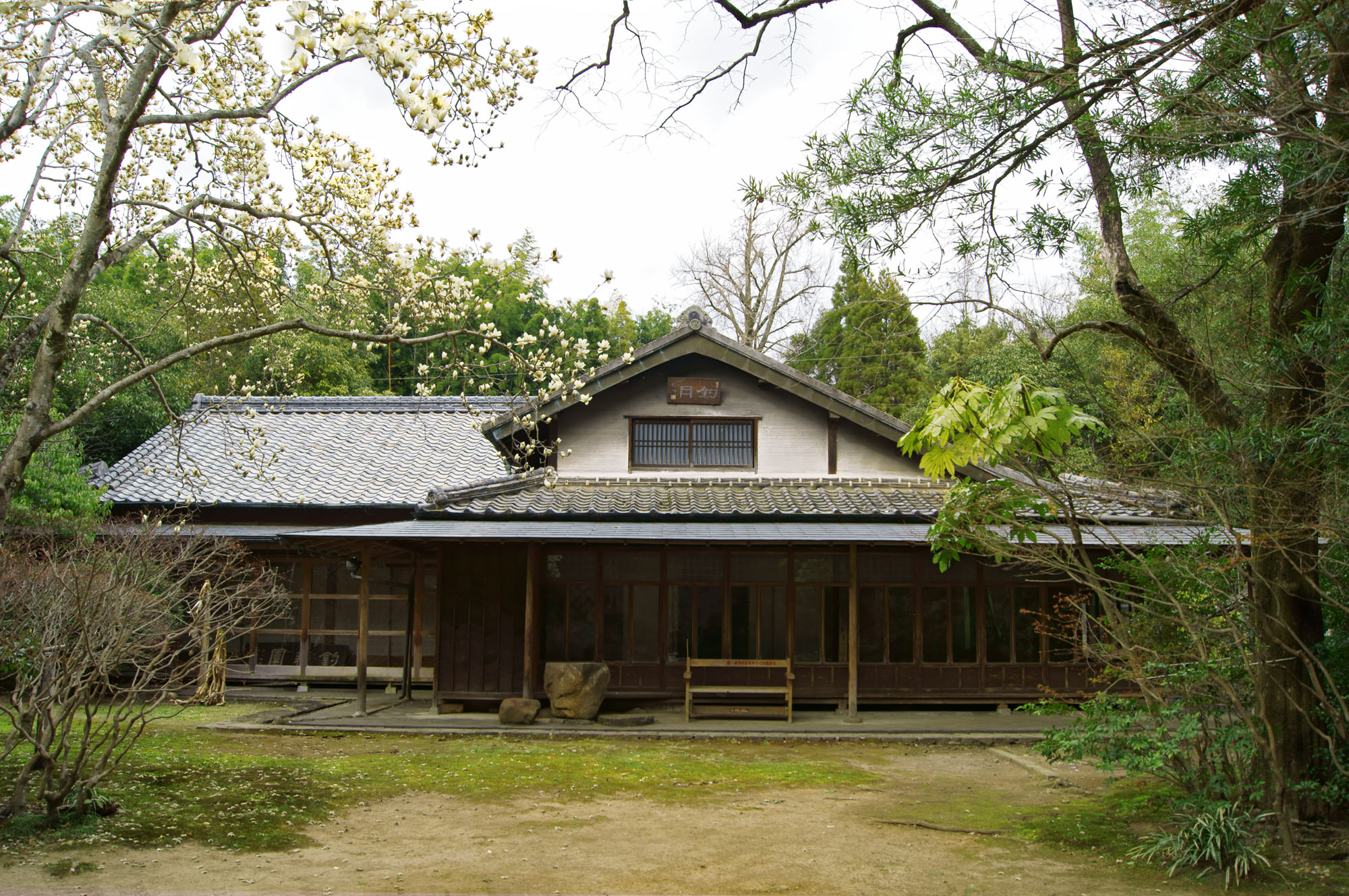
外観

釣耕園（ちょうこうえん）は熊本県熊本市西区島崎五丁目にある、第3代肥後藩主細川綱利が建てた「お茶屋」と呼ばれる別荘の一つである。肥後藩の中老で漢詩人の米田波門が、その景観を「雲を耕し月を釣る（釣月耕雲）」と詩に詠じたことから名づけられた。現在個人の所有であるが、見学することができる。庭園は飛石を配した池に山渓を取り入れて中心に配している。庭園南側の崖にはシャクナゲの群落がある。

## 交通
- 熊本都市バス　荒尾橋行き乗車三賢堂前下車

## 近隣の施設
- 三賢堂
- 叢桂園
- 岳林寺
- 石神山公園